# Arseni Grigorjewitsch Swerew

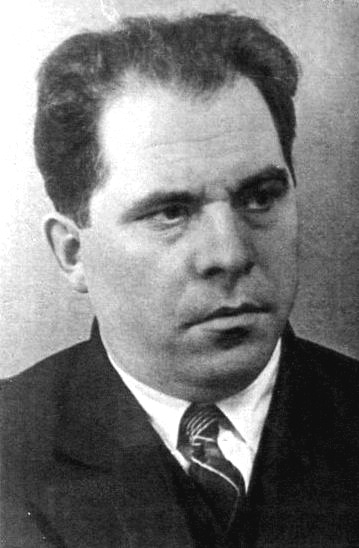
Arseni Grigorjewitsch Swerew (1938).

Arseni Grigorjewitsch Swerew (russisch Арсе́ний Григо́рьевич Зве́рев; * 6. Februarjul. / 18. Februar 1900greg.; † 27. Juli 1969 in Moskau) war sowjetischer Finanzminister (1938–1948 und 1948–1960). Swerew trat 1919 in die Kommunistische Partei Russlands (Bolschewiki) (KPR (B)) ein und kämpfte im Russischen Bürgerkrieg. Später studierte Swerew in Moskau und arbeitete nach seinem Abschluss in der Stadtverwaltung. 1937 wurde er zum Stellvertretenden Volkskommissar für Finanzen ernannt.